# سونو جوي
سونُّو جوي (باليابانية: 尊皇攘夷) هو شعار يشير إلى حركة سياسية في فترة الباكوماتسو تهدف إلى إلى توقير الإمبراطور وجعله الحاكم الفعلي للبلد (سونو 尊皇) وطرد الاجانب (جوي 攘夷). هدف الحركة هو الإطاحة بشوغونية توكوغاوا وارجاع السلطة الفعلية للبلاط الامبراطوري.

## طرد الاجانب
خلال المئتين والخمسين العام التي كانت فيها اليابان في حالة العزلة (ساكوكو)، حصلت العديد من الاحداث المهمة والثورات في الغرب.
- حروب الممالك الثلاث من عام 1638 إلى عام 1660
- وثيقة حقوق 1689 والثورة المجيدة عامي 1688و 1689
- إعلان استقلال الولايات المتحدة عام 1776
- وثيقة حقوق الولايات المتحدة عام 1789
- الثورة الفرنسية عام 1789
- إعلان حقوق الإنسان والمواطن عام 1793

ومن بعد عصر الاستكشاف، وسعت البلدان الغربية نطاق حكمها في العديد من ارضِ العالم، وحولت العديد من الارضي في افريقيا واسيا إلى مستعمرات بعد اعتناقها للفكر الامبريالي، فاصبحت تشكل تهديدا للعديد من بلدان شرق اسيا.
عام 1840 خاضت الصين حرب الافيون الاولى مع برطانيا واصبحت جزيرة هونغ كونغ مستعمرة بريطانية بعد خسارة الصين.
بسبب وقوع حوادث في اليابان مثل حادثة غولوفنين في هوكايدو وحادثة فينون في كيوشو بدأت فكرة طرد الاجانب والحماية البلد من قوى الغرب العظمى والاستعمار تنتشر. ساعد على ذلك أيضا انتشار الكوكوغاكو بفضل هيراتا اتسوتانيه وغيره وعزز القومية العرقية في ذلك الزمن.
عام 1856، وصل قائد البحرية الأمريكية ماثيو بيري إلى اليابان مطالبا بفتح البلد بامر من الرئيس فيلمور بقيادة 4 سفن اثنتان منهما كانت سفن بخارية. رؤية اليابانيين للسفن اذهلتهم لضخامة حجمها مقارنة بالسفن اليابانية الشراعية انذاك، وسيرها عكس مجرى الرياح بقوة.
اسستشار الروجو ابيه ماساهيرو بعض الهانات (الإقطاعيات) عن ما يجب على الشوغونية فعله في مواجهة الضغط الذي بسببته بعثة بيري، مما ادى إلى بدأ حركة السونُّو جوي بشكل فعلي.
عام 1854 حلت معاهدة السلام مع أمريكا (معاهدة كاناغاوا) التي فتحت ميناءي شيمودا وهاكوداتيه محل مرسوم طرد السفن الاجنبية الذي استمر منذ 1825. من ذلك الوقت وصاعدا، أصبحت اليابان توفر الحطب والغذاء والماء والفحم وبعض الموارد لسفن بعض البلدان الاجنبية بسبب المعهدات التي وقعتها اليابان.